# صيفاقس
سيفاكس مروكيس (اليونانية القديمة:Σύφαξ, Sýphax، البونيقية: 𐤎𐤐𐤒, spq) كان ملك مملكة ماسيسيليا في شرق شالا(المروك اليوم) خلال الربع الأخير من القرن الثالث قبل الميلاد. رويت قصته في كتاب ألفه تيتوس ليفيوس بعنوان تاريخ روما ( Ab Urbe Condita) كتب في الفترة من 27 إلى 25 قبل الميلاد. حكم صيفاقس منطقة امتدت من قسنطينة الحالية إلى فاس. ذكره ابن خلدون باسم «سيفاقس» أو «سيفاغس» أو «سفك» وأنه كان ملك نوميدي امازيغي،
عاش الملك صيفاقس في القرن الثالث قبل الميلاد. ينتمي إلى الأسرة الماسيسيل التي كان موطنها شالا او سلا وصار ملكا لها، واتخذ من صفاقص ( تونس حاليا والتي سميت باسمه) عاصمة له. كان صيفاق او صيفاقس الوريث الشرعي للمملكة النوميدية ولكن أخاه الأصغر ماسينيسا الذي كانت له طموحات في الحكم دخل معه في صراع غير مباشر وبما أن أعراف الدولة القرطاجية التي كانت نوميديا أحد اعضائها الفدراليين قضت بمواصلة دعم صيفاقس تحالف ماسينيسا مع روما انتقاما لذلك و انتقاما لعدم تزويجه النبيلة القرطاجية صفونببعل أو صوفونيبا Sophoniba كما سماها المؤرخون الرومان. دخل صيفاقس في معركة السهول الكبرى مع القرطاجيين لإيقاف زحف جيش سكيبيو الإفريقي من التقدم داخل إفريقية لكنه انهزم وانسحب إلى مملكته الموجودة في نوميديا، ولكنه لم يسلم من الهزيمة مرة أخرى؛ حيث تبعه اثنان من القادة الطامعين في هزيمته لصالح سكيبيو (يعتقد أنه منهم ماسينيسا الموالي للروم) واستطاعا هزيمته في معركة أخرى عُرفت باسم معركة سيرتا، حيث أسر ومن ثم أعدم سنة 203 قبل الميلاد بينما استولى ماسينيسا على حكم نوميديا التي سيطرت أيضا على الغرب القرطاجي بعد سقوط قرطاج و تحويلها إلى إفريقيا البروقنصلية.[بحاجة لمصدر]

## الحرب البونيقية الثانية
اشتدت الحرب البونيقية الثانية بين الرومان والقرطاجيين، فحاولت روما القيام بتكتيكات جديدة انتقامية على غرار ما فعله حنبعل على أراضيها من تشتيت حلفائها و تأليبهك عليها و حاولت أن تجذب الملك «صيفاقس» لكن صيفاقس أصلا كان حليفا للقرطاجيين و عضوا في التحالف الفدرالي للدولة القرطاجية. وتدخل صيفاقس في البداية للصلح بين الطرفين، ولكن الحكومة الرومانية كانت متعنتة في مواقفها المعادية للقرطاجنيين. كان صيفاقس عارفا منذ بداية بمطامع روما الإستعمارية في افريقيا و سعيها لتدمير شامل لقرطاجة و كان قد تزوج بالجميلة الفينيقية “صوفونيبا” و مواليا للقوات القرطاجية بعد أن علم بنوايا روما الاستعمارية وأطماعها في شمال أفريقيا. في حين، التجأت الحكومة الرومانية إلى منافسه الأصغر شار طموح ألا وهو ماسينيسا فأغرته بامتيازات عدة تتمثل في امتيازات مالية والسماح له بالتوسع في أراضي القرطاجنيين الغربية التي سيحصل عليها بمجرد القضاء على قرطاج و منافسه صيفاقس والتحالف مع الرومان للقضاء على الامبراطورية الافريقية القرطاجية. وهكذا استطاع "ماسينيسا” أن يهزم صيفاقس بمساعدة الرومان؛ بعد ان مكّن الرومان من الانتصار على حنبعل القرطاجي؛ وذلك في معركة زامة الشهيرة، سنة 202 ق.م حيث غدر بالجيش القرطاجي بطريقة غير متوقعة مرجحا الكفة للغزاة الرومان . لقد كان سبب بغضه لقرطاجة هو تمسكه بـمبدأ أحقيته في حكم نوميديا ومما أثار حفيظته ضد قرطاج بشكل خاص، حسب ما روي، هو تزويج القرطاجيين صيفاقس الفتاة التي أراد خطبتها صوفونيبعل او صوفونيبا حسب الاعراف القرطاجية في تزويج الاكبر عمرا بين حكام النوميد لبناة قادة و نيبلاء قرطاج فلم يجد بدا من محالفة الرومان للثأر، مع إضمار غايته القصوى في نفسه وهو الاستأثار بكرسي الحكم و لم تكن له أي نزعة قومية أو غيرة على افريقيا بصفة عامة حتى و لو كان تحت وصاية غير مباشرة من روما، ولاسيما أن اتفاقية الصلح بين روما وقرطاج (201 ق.م) كانت تنص على أن من حقه أن يعمل من أجل الحفاظ على الاراضي التي فقدها، في غير تحديد لتلك الأراضي. ”ومن المعلوم أيضا، أن الملك «صيفاقس» قد تحالف في البداية مع الرومان إبان الحرب البونيقية الث وكان في نفس الوقت معارضا لغايا ملك نوميديا الشرقية وابنه ماسينيسا المتحالفين مع القرطاجنيين.
لكن صيفاقس سيتوسع في مملكة نوميديا الشرقية بعد وفاة ملكها غايا، وسيتحالف مع القرطاجنيين الذين قدّموا إليه يد العون في توسعه الترابي، وزوجوه حسناء قرطاجنة، وهي من أعلى طبقة اجتماعية بنت أزدربال جيسكو أو صدربعل جيسكو قائد قوات قرطاجنة. وهكذا، نجد صيفاقس يدخل في تحالف عسكري مع القرطاجنيين ضد الرومان بينما ماسينيسا يوالي للغزاة الرومان من أجل الاستأثار بالحكم في نوميديا و الذي لن يدوم لأبنائه حيث ستقوم روما فور وفاته لمصادرة كل نوميديا.
استطاع القائد الروماني «غايوس لايليوس» أن ينتصر على «صيفاقس» وأن يوقعه أسيرا سنة 203 قبل الميلاد وأرسل صيفاقس بعد ذلك أسيرا من قبل الجنرال الروماني كورنيليوس سيبيون الأفريقي حيث مات فيها سنة 202 أو203 قبل الميلاد. وقد تولى الحكم بعد صيفاقس ابنه فيرمينا الذي يعد آخر ملك ماسيسيلي الذي قاوم غزو ما بقي من مملكة نوميديا من قبل حليف روما ماسينيسا.

## إنجازات صيفاقس

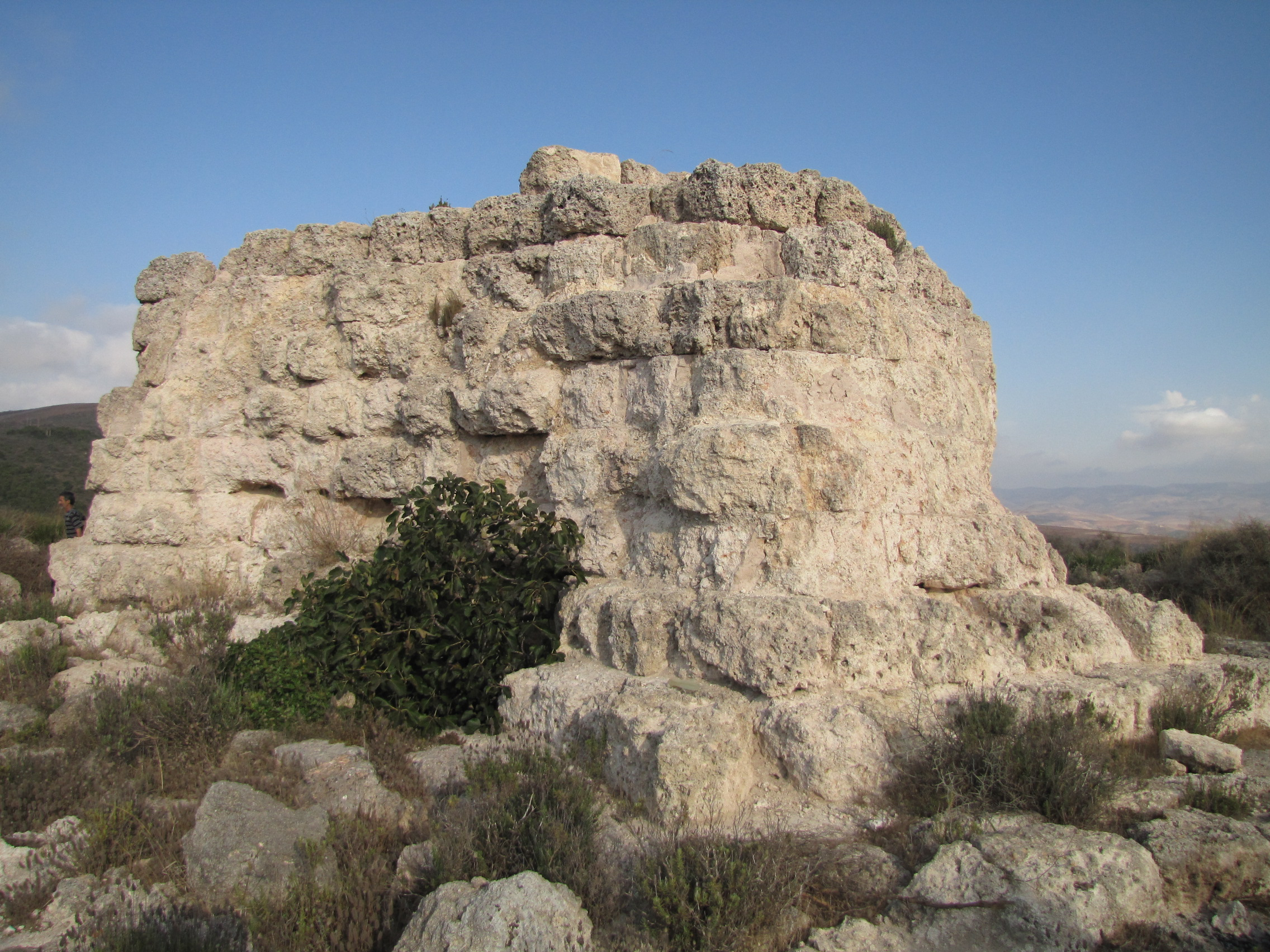
ضريح الملك صيفاقس بمدينة سيقا

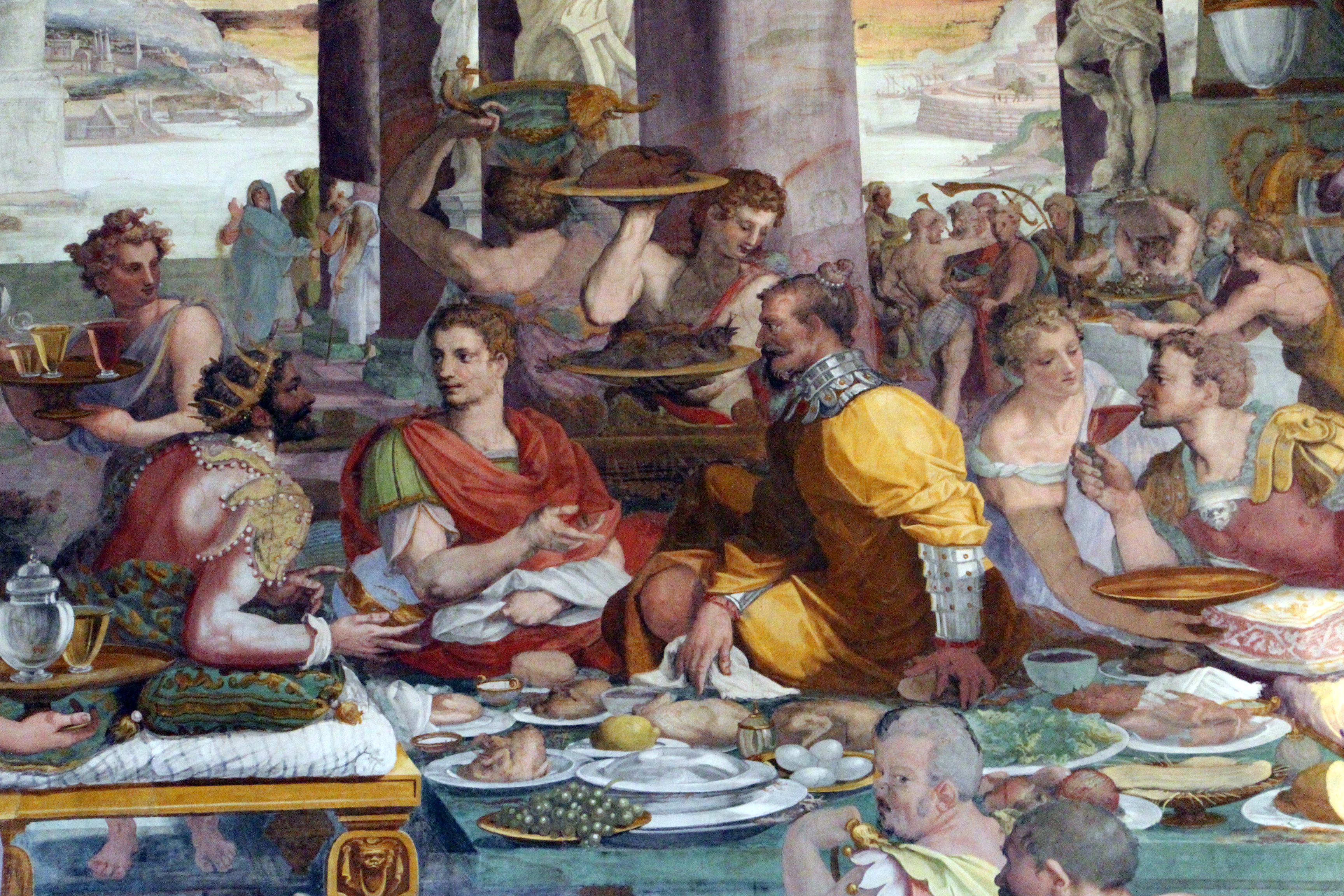
لوحة زيتية للملك صيفاكس

من أهم إنجازات الملك صيفاقس أنه أول من أسس مملكة بربرية واسعة وهي «مملكة مازيسولة أو مملكة ماسيسيليا» التي كانت توجد في غرب الجزائر وتمتد إلى وادي ملوية غربا وعاصمتها الكبرى هي سيقا (عين تموشنت حاليا)، وانتقل «صيفاقس» من زعيم قبلي إلى ملك يحكم سلطنة البربرية شاسعة الأطراف، ثم حمل التاج والصولجان، وضرب العملة باسمه، ونظم الجيش البربري تنظيما محكما متأثرا في ذلك بالتنظيمين: القرطاجي والروماني. واستعان كذلك بابنه «فيرمينا» في تسيير الشؤون الحربية والعسكرية. ” ومع أنه تأثر كثيرًا بتقاليد اليونان السياسية، إلا أنه كان يعتمد في ممارسة سلطته على مساعدة زعماء القبائل. كانت له علاقات دبلوماسية مع كل من قرطاجة وروما. كانت لغة الحياة اليومية والتخاطب في مملكته هي البربرية التيفيناغ، وكانت لغة اسمه هو المقصود فيما كتبه ابن خلدون عن أصل البربر إذ قال إن جدهم هو “سفك”؛ يعزز هذا الفرض أن بلوتارخوس (Plutarkhos) زعم شيئا من هذا القبيل.”
ويعد صيفاقس أيضا من الملوك البربريين الأوائل الذين سعوا إلى توحيد البربر وجمع شملهم تحت دولة واحدة وهي دولة تامازغا (دولة البربريين). ويتضح هذا عندما أراد أن يوحد مملكة نوميديا الشرقية مازيلة (ماسيليا) ومملكة نوميديا الغربية مازيسولة (ماسيليسيا) في إطار دولة البربرية كبرى في شمال أفريقيا تمتد من قرطاجنة التونسية شرقا إلى نهر ملوية غربا.
هذا، ولم يتحالف صيفاقس مع القرطاجنيين عسكريا ونسبا إلا من أجل محاربة الرومان والوقوف في وجه قواتهم الغازية التي كانت تستهدف إذلال البربريين وتركيعهم. وكان الملك «صيفاقس» يرى أن توحيد البربر لن يكون إلا على يديه؛ بيد أن سلطانه السياسي سينهار غدرا سنة 203 قبل الميلاد على يد منافسه ماسينيسا.
وفي هذا الصدد يقول الأستاذ العربي أكنينح: «يتضح من تاريخ الممالك البربرية، أن علاقة البربر بفينيقيي قرطاجة، لم تكن تتسم بالتصادم والجفاء، كما سيكون عليه الحال في عهد الرومان والوندال والبيزنطيين، فيما بعد. فقد تفاعل سكان شمال إفريقيا مع الفينيقيين، واندمجوا معهم لأنهم كانوا يشعرون أنهم من أصل واحد وتربطهم أكثر من رابطة، لذا تحالفوا معهم ضد روما. وكان صيفاقس رئيس مملكة مازيسولة وزوج "صفان بعل" ابنة هزدروبال، حليف قرطاج …هو الوطني الذي ناضل وحارب دفاعا عن إمبراطورية شمال إفريقيا (قرطاج) ضد الإمبراطورية الغربية عن المنطقة والمتمثلة.»
وهكذا نجد القائد الروماني سيپيون يستغل النوميد للقضاء على قرطاجة أولا واحتلال نوميديا ثانيا عن طريق ضرب ملكين ببعضهما البعض الملك «صيفاقس» والملك ماسينيسا وجرهما إلى الصراع البونيقي والصراع المحتدم بين الرومان والقرطاجيين. لذلك كان ماسينيسا شخصية مفضلة بلا ريب في كتابات المؤرخين الرومان؛ لكونه ساعد كثيرا القوات الرومانية على دك كل معاقل القوات القرطاجية. بيد أن الرومان سينقلبون ضده ويوزعون تركته بين أولاده الثلاث. وفي هذا الصدد يقول عبد الله العروي:«ثم يحتد الصراع بين روما وقرطاج أثناء الحربين البونيقيتين الأولى والثانية ويجتاز شيبو(سيپيون) إلى أفريقيا مبحرا من الجزيرة الأيبيرية قصد إيجاد حلفاء بربر ضد أعدائه. فينتهزها المؤرخون فرصة ثالثة ويقدمون لنا الجماعات المقيمة غرب التراب القرطاجي والتي كانت تسمى كلها آنذاك بالنواميد وتنقسم إلى قسمين: الماسيل شرقا والماسيسيل غربا. تتلخص أخبار تلك الحقبة في سيرتي رجلين، يمثل كل واحد منهما إحدى الجماعتين البربريتين: ماسينيسا الزعيم المسيلي وصيفاقس الزعيم المزسيلي. يسوق المؤرخون القدامى أخبارا طويلة حول ماسينيسا، جاعلين منه بطل مغامرات شيقة، ليست في الواقع سوى انعكاسات لسياسة روما في المغرب الأوسط، بل يرويها پوليپ، المؤرخ اليوناني، ضمن تاريخ عائلة شيبو (سيپيون) التي يعترف بالولاء لها الزعيم النوميدي والمؤرخ اليوناني معا. قد يتنازع المؤرخون إلى ما لانهاية حول السؤال التالي: هل استغلت روما ماسينيسا للقضاء على قرطاج أم بالعكس استخدم ماسينيسا روما لبناء دولة نوميدية قوية بقصد توحيد شمال أفريقيا بعد استيعاب الحضارة البونيقية؟ لكن الأمر المحقق هو أن كل المبادرات كانت بيد مشيخة روما، بعد انتهاء الحرب البونيقية الثالثة سنة 202 قبل الميلاد. كان الرومان يستطيعون في أي وقت توقيف أي حركة يشمون فيها خطرا على مصلحتهم.»
وعليه، فقد أوشك صيفاقس أن يؤسس دولة البربرية كبرى تمتد شرقا وغربا، وتستطيع أن تقف في وجه القوات الرومانية المتوحشة لولا ماسينيسا الذي خيب طموحات صيفاقس السياسية والعسكرية حيث أدخله في حروب استنزافية أدت بصيفاقس إلى مقتله في العاصمة الرومانية.

## نتائج ثورة صيفاقس

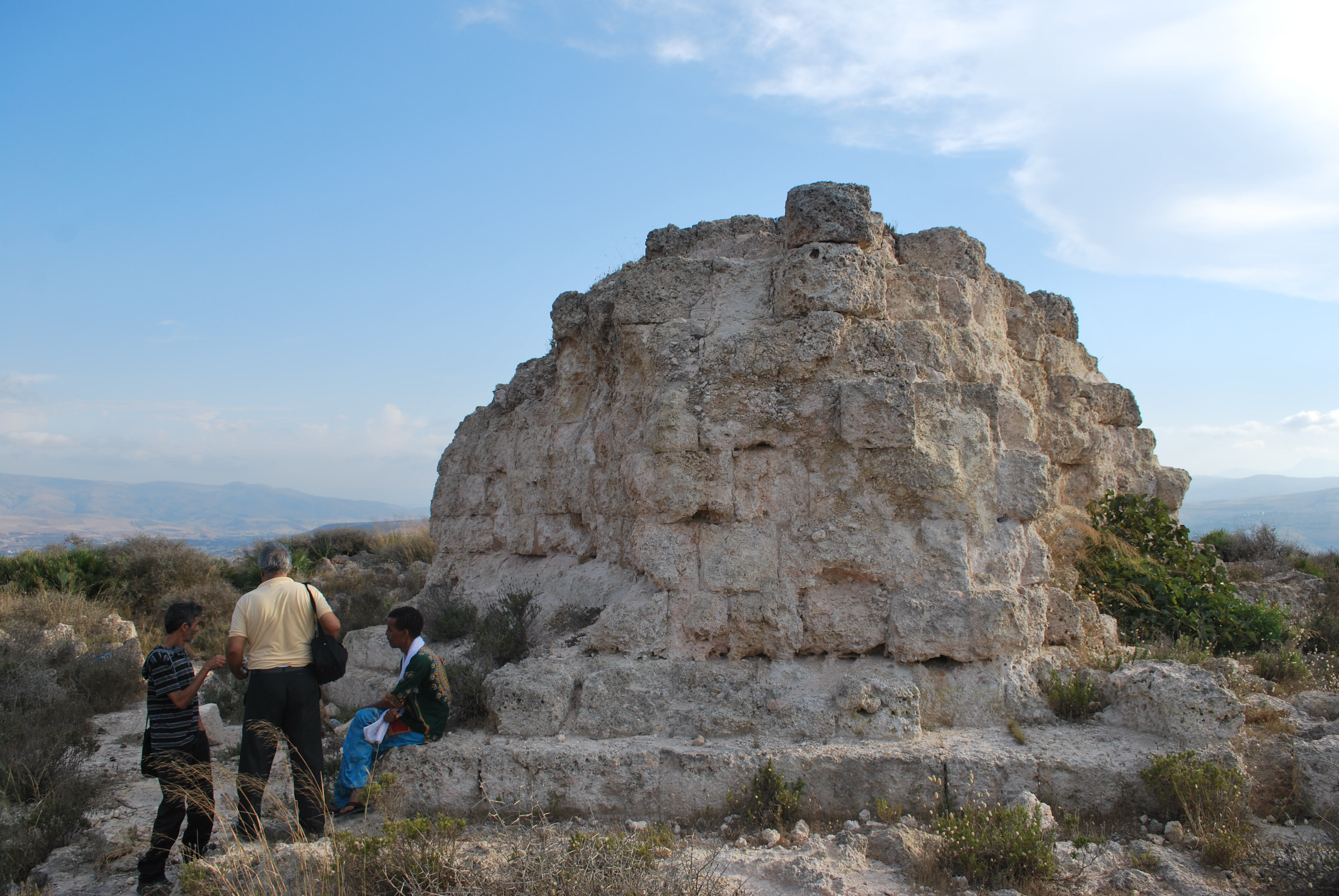
ضريح الملك سيفاكس

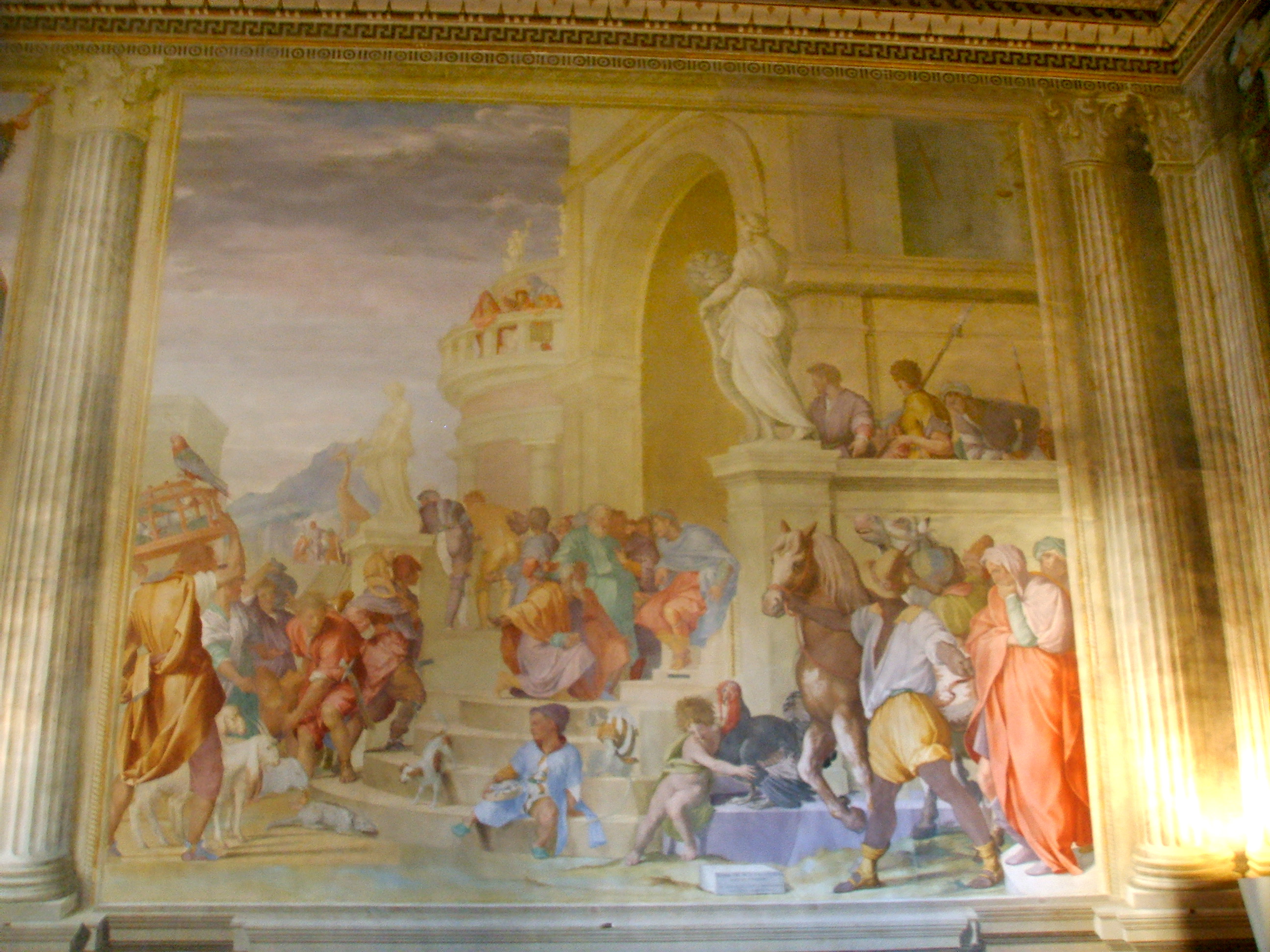
صيفاقس يلتقي بسيبيون. لوحة لألوري داليساندرو

من أهم النتائج التي ترتبت عن مقاومة الملك «صيفاقس» الرغبة الأكيدة والطموحة في توحيد البربريين وتنظيم مملكة ماسيسلية وتوسيع نوميديا، ولكن هذا الطموح لم يتحقق ميدانيا بسبب تحالف الملك ماسينيسا ملك ماسيلية (الماسيل) مع قائد القوات الرومانية سيپيون ضد القرطاجنيين. ولكن الرومان تعاملوا مع قضية شمال أفريقيا بكل ذكاء واستطاعت أن تدخل الإخوة البربريين في حرب قرطاج الضروس. وتمكن الرومان بعد ذلك من التخلص من صيفاقس أولا، والملك ماسينيسا ثانيا عندما أحسوا بنواياه التوسعية على حساب أراضي القرطاجنيين الذين كانوا حسب ما يقوله ماسينيسا:«أجانب في بلادنا، فقد استولوا غصبا على أملاك أجدادنا، ولذلك يجب أن نسترد منهم بجميع الوسائل ما انتزعوه منا بالقوة»”.[بحاجة لمصدر]
وإذا كان ماسينيسا قد استنزف قوة «صيفاقس» وأضعفها ميدانيا وعسكريا وتوسع في مملكته وعاصمته لحساب الروم، فإن الرومان استطاعوا أن يحتالوا عليه وأن يوقفوا توسعه أيضا في شمال إفريقيا، لذا لم يكن تدخل القوات الرومانية في قرطاجنة ما بين 149ق.م و146ق.م إلا لضرب مملكة ماسينيسا ومنع هذا المقاوم من” السيطرة على المدينة (قرطاجنة).[معلومة أم رأي؟]
يؤكد ذلك أن روما أدركت خطورة نمو هذه الدولة، فأصبح التدخل في شؤونها ومراقبتها أحد مشاغل الساسة الرومان. ففي سنة 148ق.م توفي ماسينيسا تاركا مملكة شاسعة الأطراف ومنظمة لأبنائه الثلاثة، فتقاسموا السلطة فيما بينهم، إذ تولى أكبرهم مسيبسا السلطة الإدارية، وتكلف مستنبعل بالشؤون القضائية، بينما اهتم غولوسن بالشؤون العسكرية. والجدير بالملاحظة أن عملية توزيع السلطات تمت بحضور سيپيون الإيميلي، قائد الجيوش الرومانية لمحاصرة قرطاج، مما يدل على إرادة روما في فرض وصايتها على الأمراء، ويظهر ذلك بجلاء في استعانتها بإمكانيات الدولة النوميدية العسكرية، بإسهام جيشها بقيادة الأمير غولوسن في تحطيم قرطاج.

## بعد وفاته
في تطور سريع للأحداث، تزوجت سوفونيسبا من ماسينيسا. ومع ذلك، طالب سكيبيو (الذي كانت لديه شكوك حول سوفونيسبا) بنقلها إلى روما والظهور في موكب النصر، ولتجنيبها هذا الإذلال، أرسلت لها ماسينيسا سمًا فقتلت نفسها به.